# Nándorfehérvár ostroma (1690)
A Nándorfehérvárnál aratott 1456. évi törökök feletti győzelmet lásd a Nándorfehérvári diadal c. szócikkben!
Nándorfehérvár 1690-es ostroma része volt a Szent Liga és az Oszmán Birodalom között 1684-ben kezdődött háború hadműveleteinek, amely során az oszmán-török seregek visszafoglalták Nándorfehérvár várát és a várost a császáriaktól.

## Előzmények
Bécs sikertelen török ostromát követő sikeres császári hadműveletek (Érsekújvár (1685), majd Buda visszafoglalása (1686), a nagyharsányi csata (1687), Nándorfehérvár visszafoglalása (1688)) után 1689-ben a török elleni császári hadműveletek a Balkánra helyeződtek, annak ellenére, hogy 1688 őszén Franciaország felmondta a korábban 20 évre megkötött fegyverszünetet és megtámadta a Német-római Birodalom nyugati tartományait. A Bádeni Lajos vezette császári seregek 24'000 katonával és 50 löveggel Szendrőből kiindulva elfoglalták (többek között) Nis, Pirot, Vidin, Pristina, Novi Pazar és Szkopje városokat. A sorozatos vereségek demoralizálták a törököket, a konstantinápolyi francia követ szerint: "A török seregből dezertőrök lepik el az utakat. Nehéz leírni a török birodalom levertségét és konsternációját".
Bádeni Lajos a meseszerű katonai sikerek ellenére tisztában volt a balkáni hódítások ingatag voltával, amelynek okai a viszonylag kis létszámú hadsereg, a hosszúra nyúlt utánpótlási vonalak miatt akadozó ellátás, valamint az ottani népek bizonytalan viszonya volt a császári hatalomhoz. A császáriak balkáni helyzete az után változott meg gyökeresen, hogy Köprülü Musztafa 1689 novemberében nagyvezír lett. A Köprülü Musztafa irányította török seregek három irányba támadva (Thököly Erdélyt, Mezzomorto ruméliai pasa Vidint, a nagyvezír pedig Nándorfehárvárt) hónapok alatt visszafoglalták a szerbiai városokat és a visszaszorították a császáriakat az Al-Duna vonalához. A török sikerekhez azonban hozzájárult, hogy a császáriaknak ezredeket kellett átvezényelni a rajnai frontra a Francia Királyság ellen.

## Az ostrom
Köprülü Musztafa 1690 október 1-én zárta körül Nándorfehérvárt mintegy 40 000 főnyi gyalogsággal és 20 000 főnyi lovassággal, és azonnal elkezdték az ostromárkok ásását illetve az aknák fúrását. A várat mintegy 5000 főnyi császári katona védte Ferdinand Aspremont altábornagy vezetésével. Bár a védők a török több támadását is visszaverték, az altábornagy reménytelennek ítélte a helyzetüket és levélben engedélyt kért a vár feladására. Bécsben alkalmatlannak ítélték a parancsnoki tisztségre, ezért felváltására Charles Eugène de Croÿ herceg táborszernagyot küldték. A vár és a védők helyzetét az pecsételte meg, hogy október 8-án a parancsnokság átadása alatt bombatalálat érte a lőporraktárat, ami egy hatalmas robbanást eredményezett. Aspremont szavaival: „Jeruzsálem pusztulása semmi Nándorfehérváréhoz képest.” A védőrség nagy része meghalt vagy harcképtelenné lett a robbanásban. Aspremont és Croÿ 300-400 emberükkel kénytelenek voltak elmenekülni. A nagyvezír a vár elfoglalása után rögtön annak megerősítéséhez látott, 8000 fős helyőrséggel, 150 ágyúval látta el, és ezzel befejezettnek tekintette a hadjáratot.

## Következmények
Nándorfehérvár (és a környező várak, mint Szendrő, Orsova és Galambóc) elestével hirtelen bizonytalanná az 1688 óta tartó császári uralom Erdélyben, hiszen Gyula, Temesvár és Nagyvárad még török kézen voltak. Különösen az után, hogy Thököly Imre 1690 augusztusában Zernyestnél legyőzte a császári és erdélyi hadakat és Erdélybe betörve szeptember 22-én a keresztényszigeti országgyűlés fejedelemmé választotta (II. Szulejmán szultán különben június 8-án nevezte ki Thököly Imrét  Erdély fejedelmévé).